# Cada hogar, un mundo
Cada hogar, un mundo es una película en blanco y negro de Argentina dirigida por Carlos Borcosque sobre el guion de Carlos A. Petit que se estrenó el 27 de abril de 1942 y que tuvo como protagonistas a María Duval, Oscar Valicelli, Carlos Cores, Rufino Córdoba y Felisa Mary.

## Sinopsis
Cuando una adolescente es recibida en un hogar, dos de los hijos rivalizan por su amor.

## Reparto
Intervinieron en la película los siguientes intérpretes:
- María Duval
- Oscar Valicelli
- Carlos Cores
- Rufino Córdoba
- Felisa Mary
- Silvana Roth
- Tito Gómez
- María Santos
- Ana Arneodo
- Homero Cárpena
- Alba Castellanos
- Carlos Lagrotta
- Eric Serrador
- Semillita
- Enrique Chaico
- Carlos Ginés

## Comentario
La crónica de La Nación dijo sobre el filme:

”Ni la concepción del tema es ciertamente original ni su traslado a la pantalla, empresa ardua y sutil, pero de la exposición narrativa simple y directa, de su tono digno y limpio, brotan en abundancia solicitaciones emotivas, hogareñas, cómicas y de exaltación patriótica, que hacen del film un espectáculo familiar…grato a  los más extendidos del público.”